# Henri de Caisne
Pour les articles homonymes, voir Caisne.
Henri de Caisne (ou Decaisne), né le 27 janvier 1799 à Bruxelles et mort le 26 octobre 1852 à Paris, est un artiste peintre d’histoire, de genre et de portrait belge.
Il est le frère de Joseph Decaisne et du docteur en médecine Pierre Decaisne, membre de l'Académie royale de Bruxelles et titulaire d'une chaire à la faculté de médecine de Gand.

## Biographie
Né à Bruxelles le 27 janvier 1799, de Victor Decaisne, natif d’Abbeville, et de Marie Maës, native d’Anvers, Henri Decaisne commença, dès 1814, à étudier, pendant que le lycée était fermé, le dessin, puis la peinture sous François et il fréquentait, en même temps, les classes de l’Académie, où il obtint le prix de la figure antique en 1816, l’année même de sa sortie du lycée. En 1818, sur les conseils de David, le proscrit de la Restauration, il se rendit à Paris et entra dans l’atelier de Girodet, avant de passer dans celui du baron Gros. Il obtint le grand prix en 1827 et une médaille en 1828. En 1830, il se rendit en Hollande pour étudier les grands maîtres flamands.
Installé à Paris, il s’y fit une grande réputation d’excellent portraitiste dans le style de Lawrence. Plusieurs de ses toiles sont à Versailles, dont l’Entrée de Charles VII à Rouen (1838) et l’Institution de l’Ordre de Saint Jean de Jérusalem (1842). Il a terminé son grand œuvre les Belges Illustres en 1839.
Il avait reçu la Légion d'honneur en 1842.
Mort le 26 octobre 1852 à Paris et est inhumé le 28 octobre au cimetière de Montmartre, 21e division, avec son frère Joseph Decaisne et leur mère Marie Maës.

## Œuvres

### Portraits
- La Reine des Belges, 1835.
- Le Duc d’Orléans, 1833.
- La Princesse Clémentine d’Orléans, 1833.
- Madame Malibran en Desdémone, 1831.
- Victor Schœlcher, 1833.
- Alphonse de Lamartine, 1839.
- Henri Fournel, non daté

### Sujets historiques et autres
- Une famille indienne exilée, 1824.
- Milton dictant à ses filles le Paradis perdu, 1827.
- Les Adieux de Charles Ier à sa famille, 1827.
- Lady Francis implorant Cromwell, 1829.
- Mater Dolorosa, 1835.
- Agar dans le désert, 1836.
- L’Ange gardien, 1836.
- Sainte Thérèse (église Notre Dame de Lorette, Paris), 1836.
- La Charité, 1839.
- L'Adoration des bergers, 1841.
- Paolo et Francesca, 1841, musée des beaux-arts d'Orléans
- Françoise de Rimini, Salon de Bruxelles de 1842[3].
- Turc fumant la pipe, musée d'art Thomas-Henry, Cherbourg-Octeville

## Galerie

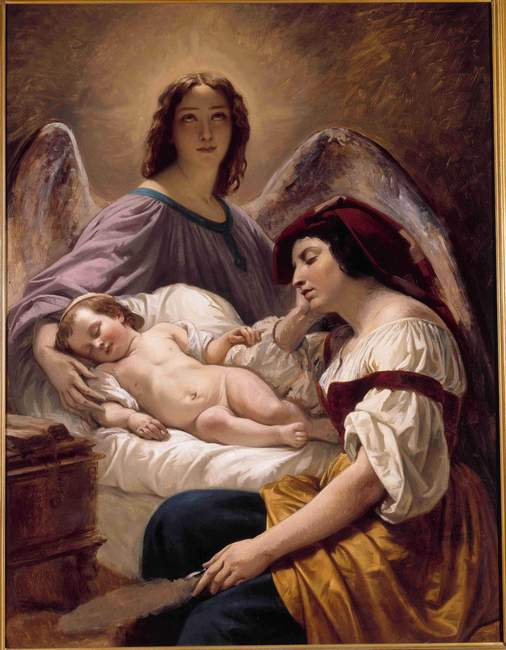
L’Ange gardien, v. 1836, Musée royal des beaux-arts (Anvers)
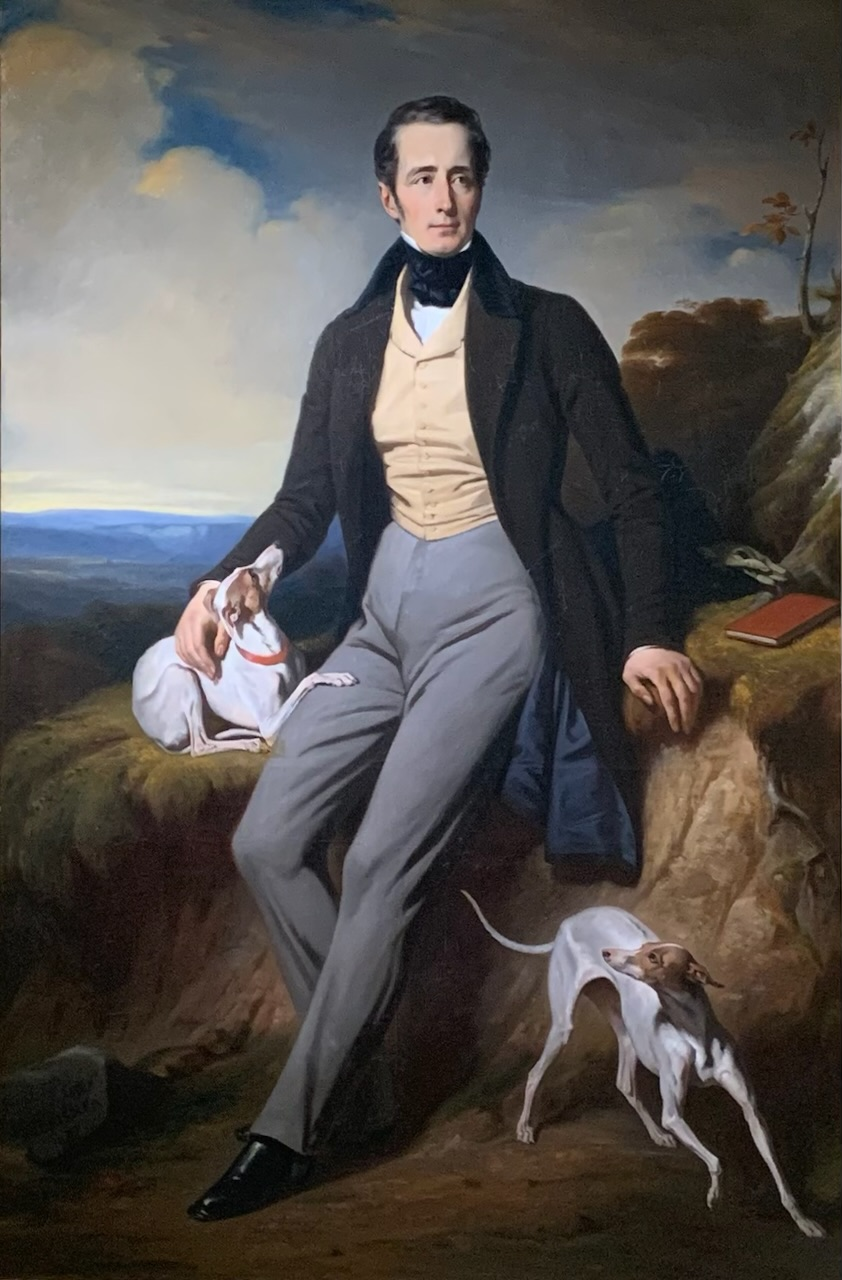
Alphonse de Lamartine, Musée Lamartine de Mâcon
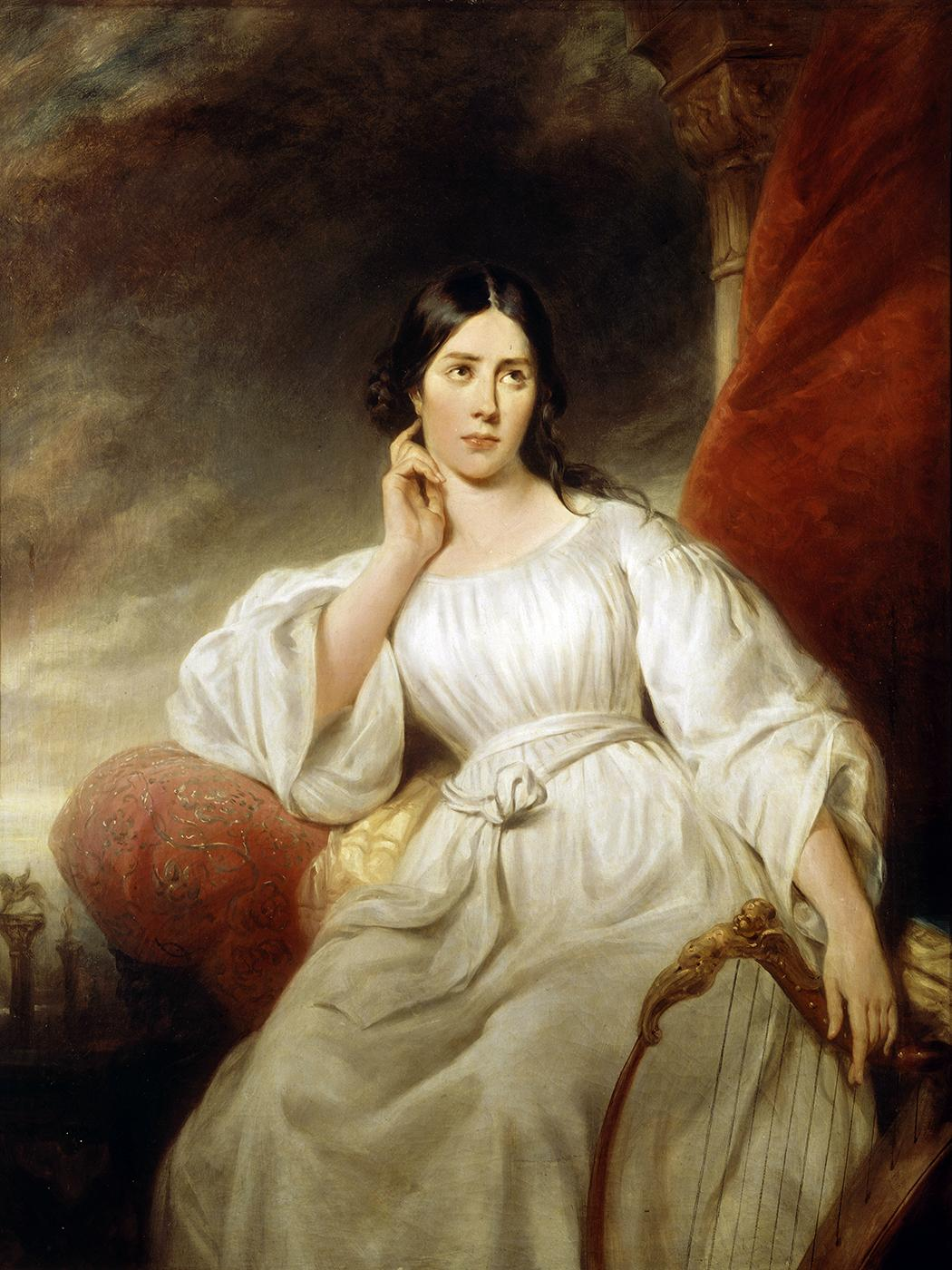
Maria Malibran en Desdémone dans l'Otello de Rossini, 1831, Paris, musée Carnavalet
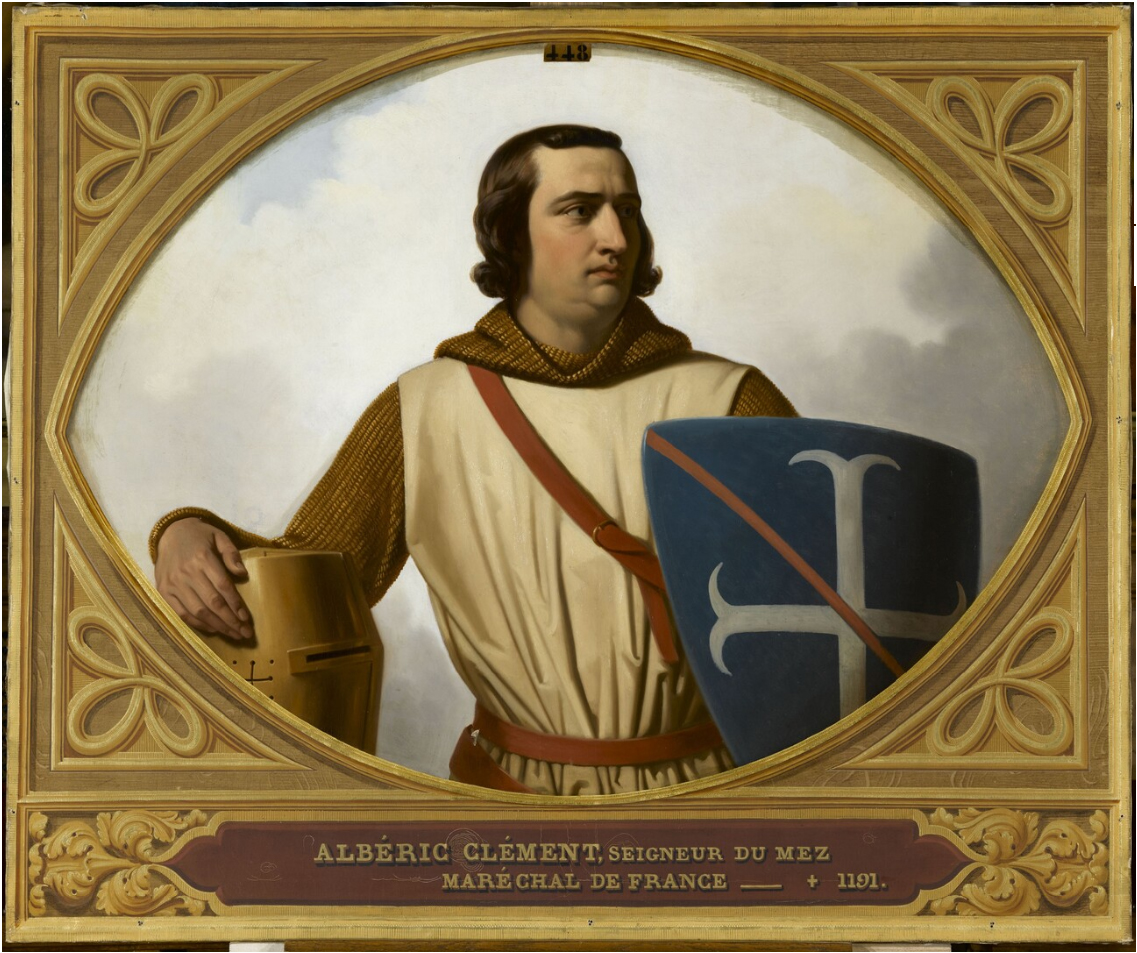
Albéric Clément, maréchal de France, 1844, château de Versailles
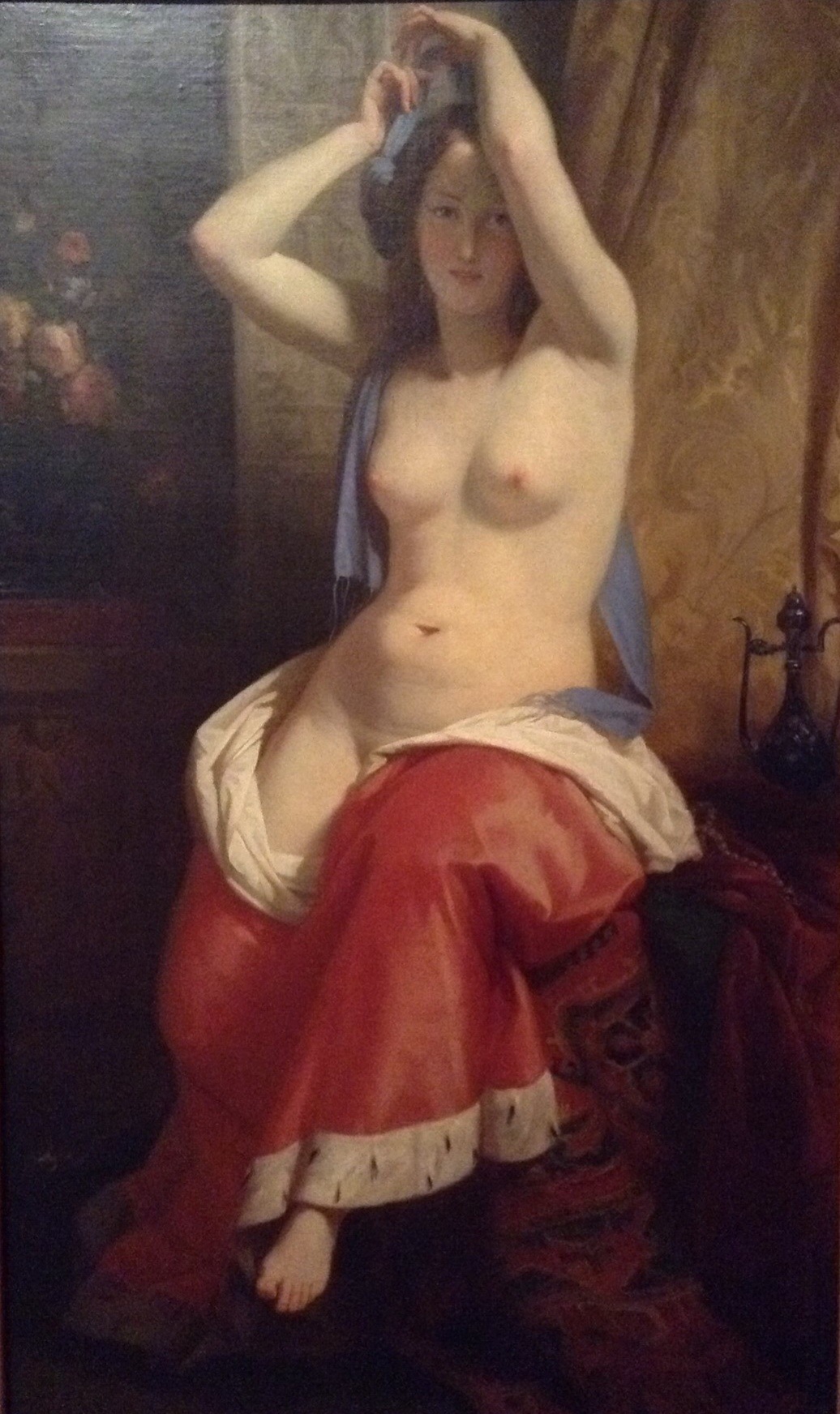
Odalisque, Museo Nacional de San Carlos, Mexico
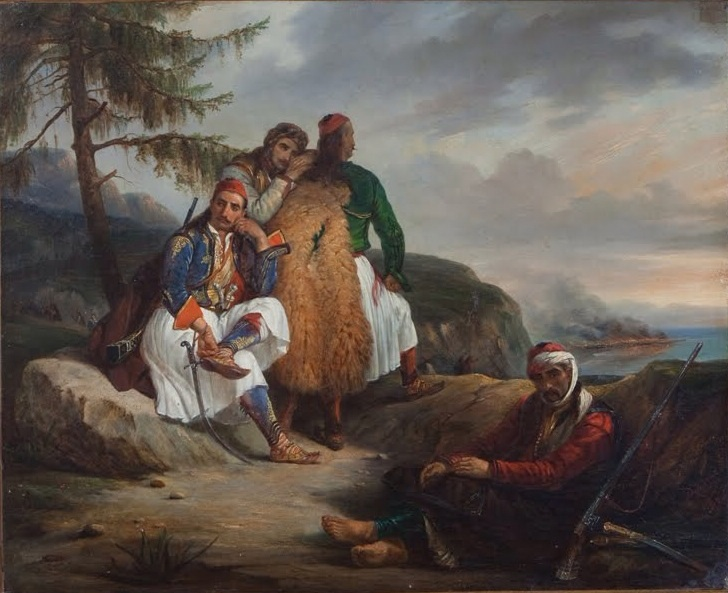
Échec d'une opération militaire, v.1830, Musée Benaki, Athènes

## Honneur
Henri de Caisne est  :
- Chevalier de l'ordre de Léopold (Belgique, 6 décembre 1839).

## Sources
- Louis Alvin, Notice biographique sur le peintre bruxellois Henri de Caisne, Bruxelles, Hayez, 1854.